# Akcept weksla
Akcept weksla (przyjęcie weksla) – przyjęcie zobowiązania do zapłaty określonej kwoty wynikającej z weksla trasowanego (we wskazanym na wekslu terminie), na rachunek innej osoby.
Akcept weksla następuje poprzez złożenie podpisu na wekslu przez trasata. W wyniku akceptu weksla to trasat staje się głównym dłużnikiem wekslowym.